# Boerne (Teksas)
Boerne je grad u američkoj saveznoj državi Teksas. Prema popisu stanovništva iz 2010. u njemu je živjelo 10.471 stanovnika.